# Изяслав (град)
Вижте пояснителната страница за други значения на Изяслав.
Изяслав (на украински: Ізяслав, Заслав; на руски: Изяслав; на полски: Zasław; на латински: Zaslavia; на немски: Isjaslaw, Saslaw) е град в Хмелницка област, Западна Украйна, административен център на Изяславски район.

## История
За пръв път се споменава през 1390 г., а през 1583 г. получава магдебургско право.

## Побратимени градове
- Ловеч, България[1]
- Брембате ди Сопра, Италия
- Рязан, Русия
- Остров Мазовецка, Полша